# Stanley Donwood

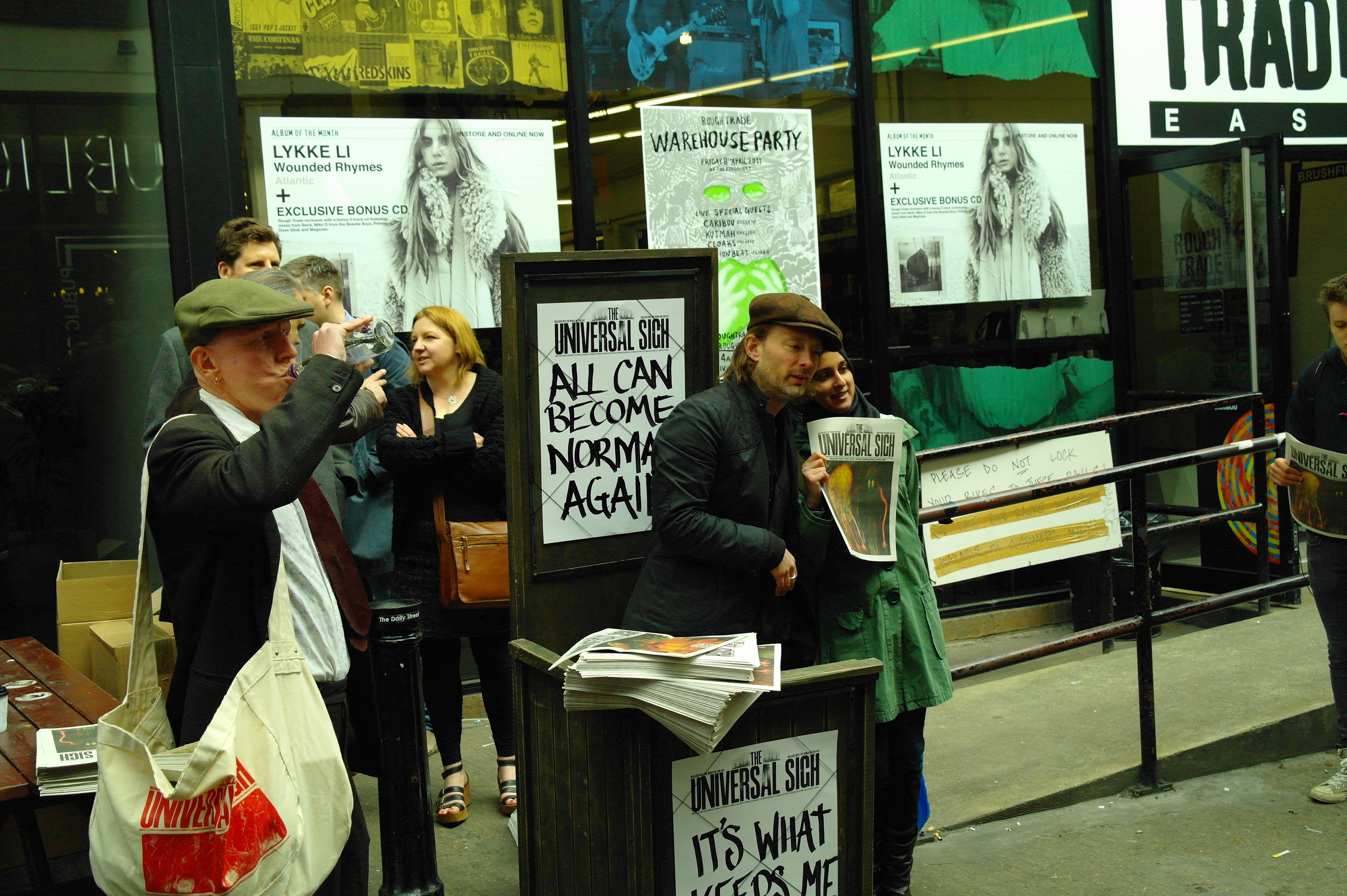
Stanley Donwood (links) mit Thom Yorke im Jahr 2011.

Stanley Donwood ist das Pseudonym des englischen Autors und Künstlers Dan Rickwood, der vor allem für sein Mitwirken am Verpackungsdesign der Alben der britischen Rockband Radiohead bekannt ist.
Er und Frontmann Thom Yorke arbeiten ebenso konsequent an der Entwicklung der Websites der Band. Yorke nennt sich in diesem Rahmen stets Dr. Tchock oder The White Chocolate Farm oder benutzt ähnliche Namen.
Donwood und Yorke lernten sich während ihres gemeinsamen Kunststudiums an der University of Exeter kennen und gewannen im Jahr 2001 einen Grammy für das Verpackungsdesign der Special Edition von Amnesiac, welches aus einem rot eingebundenen Buch mit vielen abstrakt-sinistren Illustrationen bestand.
Neben seiner Arbeit mit Radiohead unterhält Donwood auch eine eigene Website, auf der er eigene Kurzgeschichten und verschiedene andere literarische Erzeugnisse vorstellt.
Trotz seiner Beliebtheit hat sein Status immer wieder Anlass zu Spekulationen gegeben, ob er und Thom Yorke nicht ein und dieselbe Person seien. Jedoch ist er in dem Video zu Fake Plastic Trees zu sehen und nahm auch persönlich an der Überreichung des mit Yorke gewonnenen Grammys teil.